# Birkiv, Litîn
Birkiv (în ucraineană Бірків) este localitatea de reședință a comunei Birkiv din raionul Litîn, regiunea Vinnița, Ucraina.

## Demografie
Componența lingvistică a localității Birkiv
     Ucraineană (99,65%)
     Alte limbi (0,35%)
Conform recensământului din 2001, majoritatea populației localității Birkiv era vorbitoare de ucraineană (99,65%), existând în minoritate și vorbitori de alte limbi.